# 480

## Събития
- Теодорих Страбон през 480 / 481 г. се бие с българите.
- Одоакър сразява опита на Юлий Непот да си възвърне владението на Италия и завладява Далмация

## Родени
- Боеций, римски философ
- Теодахад, крал на остготите

## Починали
- Юлий Непот, римски император
- 29 февруари – Иларий, римски папа